# Pikilassós
Pikilassós (em grego: Ποικιλασσός; romaniz.: Poikilassós) foi uma cidade portuária na costa sudoeste da ilha de Creta, Grécia, entre Sougia e Agia Ruméli, na Unidade regional de Chania.
A cidade existiu entre os períodos arcaico, clássico e helenístico. Não era uma cidade independente, pois dependia de Eliros, situada no interior, cerca de 10 km a norte de Sougia. Juntamente com aquela cidade e as cidades vizinhas de Lissós, Irtakina, Tarra e Tassos, Poikilassos integrou a federação de Oreion, uma união monetária formada no século III a.C..
Quase nada resta da cidade, situada ao fundo da garganta de Tripiti, junto à praia homónima (não confundir com o vale homónimo perto de Lentas, bastante mais a leste). Foi descoberta uma inscrição que testemunha a existência de um templo dedicado a Serápis, túmulos escavados nas rochas e covas de mármore. Ptolomeu menciona a cidade com o nome Poikilasion.[carece de fontes?]